# Jaime García Chávez
Jaime García Chávez (Camargo, Chihuahua, 2 de enero de 1945) es un abogado, político y activista mexicano.

## Biografía
Nació el 2 de enero de 1945 en ciudad Camargo, Chihuahua donde cursó la educación primaria y secundaria, después se mudó a Chihuahua Capital para continuar sus estudios en la Preparatoria de la Universidad Autónoma de Chihuahua, misma institución donde inició sus estudios en Derecho. En la Facultad de Derecho de la UACh fue miembro del Consejo Técnico. 
En 1968 se unió al Grupo Guerrillero del Pueblo Arturo Gámiz junto a los hermanos Juan, Jesús y Vicente Güereca, además de Jesús María Casavantes y Carlos Armendáriz Ponce comandados por Óscar González Eguiarte, dentro del grupo Jaime se desempeñó en la parte logística y política en la Capital del Estado, además del envío de provisiones al campamento en la Sierra Tarahumara.
En el año de 1972, él fue dirigente de un movimiento estudiantil que se suscitó en Chihuahua después del triple asalto bancario en el que falleciera Avelina Gallegos, y que terminó con varios hechos drásticos en la historia de Chihuahua como lo fueron el cierre de la Preparatoria de la Universidad y por ende la creación del Colegio de Bachilleres en el Estado, la fundación del Comité de Defensa Popular, el cierre temporal de Radio Universidad de la UACh, la autonomía de la Escuela de Agronomía de Delicias y la expulsión de la Universidad de los líderes del movimiento como Rubén Aguilar Jiménez y el mismo Jaime. De joven también formó parte de las juventudes del Partido Comunista Mexicano y tuvo cercanía al Movimiento 23 de Septiembre. Tiempo después se tituló como abogado por la Universidad Autónoma de Ciudad Juárez.
En 1992 fue postulado por el Partido de la Revolución Democrática como candidato a gobernador en las elecciones de ese mismo año, quedando en cuarto lugar. Al siguiente año se afilió a dicho partido, que lo postuló en 1994 y 1997 a diputado federal por el Distrito IV y el Distrito VI respectivamente
En las elecciones estatales de 2004, fue candidato a diputado estatal, donde fue elegido diputado por la vía de Representación Proporcional para la LXI Legislatura y tuvo el cargo de Coordinador de su partido.
En 2010 fue acusado de causar la quiebra de la empresa Aceros de Chihuahua dejando a miles de empleados sin liquidación ni pago alguno por los servicios prestados por años. En 2013 renunció al PRD.
El 23 de septiembre de 2014, denunció al entonces Gobernador del Estado de Chihuahua César Duarte Jáquez y el Secretario de Hacienda Estatal Jaime Ramón Herrera Corral por enriquecimiento ilícito, peculado, ejercicio abusivo de funciones, uso indebido de atribuciones y facultades ante la Procuraduría General de la República tras la fundación del Banco Progreso de Chihuahua, siendo respaldado moralmente por el senador Javier Corral Jurado y el líder estatal del Movimiento de Regeneración Nacional, Víctor Quintana Silveyra entre otras personas constituyendo así lo que ellos denominaron "Movimiento Unión Ciudadana".
Ha sido duramente criticado por la posesión de 14 propiedades en el Estado de Chihuahua, así como de haber dejado en la ruina a muchas familias tras la quiebra de Aceros de Chihuahua tras una demanda del Sindicato de dicha empresa que él asesoró.
En 2020 anunció que buscaría registrarse como candidato independiente a la gubernatura de Chihuahua para las elecciones de 2021.